# Hồ Karakul (Tajikistan)
Hồ Karakul hay Qarokul (tiếng Tajik: Қарoкул, "Hồ Đen"), là một hồ có đường kính khoảng 25 km (16 dặm), nằm trong dãy núi Pamir, Tajikistan. Nó nằm trong Vườn quốc gia Tajik, một Di sản thế giới được UNESCO công nhận năm 2013. Ban đầu, hồ được gọi là hồ Victoria trong thế kỷ 19 và đầu thế kỷ 20 theo tên của Nữ hoàng Victoria của Anh là bà của Sa hoàng cuối cùng Nikolai II của Nga. (Để tránh nhầm lẫn với hồ Victoria ở châu Phi, nó được gọi với tên đầy đủ là "hồ Victoria tại Pamirs") Tên của hồ được thay đổi với sự ra đời của Liên bang Xô Viết trong những năm 1920.

## Mô tả
Hồ Karakul là hồ nước lợ, sâu và khép kín, nằm ở độ cao 3.900 m (12.800 ft) so với mực nước biển. Một bán đảo nhô từ bờ phía nam của hồ và một hòn đảo nhỏ ở phía bắc của hồ đã chia Karakul thành hai lưu vực: một lưu vực nhỏ hơn tương đối nông phía đông từ 13 đến 19 m (43–62 ft), và một phía tây sâu hơn từ 221 đến 230 m (725–755 ft). Hòn đảo trong hồ có chiều dài 8 km, rộng 4 km và nằm cách bờ khoảng 1 km. Màu sắc của nước trong hồ có sự thay đổi, từ màu xanh lục đến xanh da trời và đặc biệt, hồ có màu xanh nhạt trong suốt mùa hè. Do phong cảnh mang vẻ đẹp hư ảo và sự phản chiếu cảnh vật xuống hồ như một bức tranh tuyệt đẹp nên là một địa danh rất thu hút được khách du lịch khi tới Tajikistan. Gần đó là một ngôi làng nhỏ cùng tên.
Mặc dù nằm trong vườn quốc gia nhưng phần lớn xung quanh của hồ được sử dụng như là một đồng cỏ. Hồ với khu vực đảo, đầm lầy, đồng cỏ ẩm ướt, đầm lầy than bùn và có cả những bãi cuội, đồng bằng đã được xác định bởi tổ chức BirdLife International là một vùng chim có tầm quan trọng quốc tế (IBA) vì nó hỗ trợ cho số lượng lớn quần thể các loài chim cư trú và di trú khác nhau. Một số loài phổ biến bao gồm Ngỗng Ấn Độ, Vịt vàng, Vịt cát, Cắt Saker, Kền kền Himalaya, Choi choi Mông Cổ, Mòng biển đầu nâu, Gà gô cát Tây Tạng, Quạ mỏ đỏ, Oanh đuôi trắng, Đỏ đuôi cánh trắng, Sẻ tuyết cánh trắng, Chích Altai, Chích nâu, Sẻ núi đầu đen và Sẻ hồng đốm. Hòn đảo trong hồ chính là nơi các loài chim mặt nước dừng chân và làm tổ. Trong hồ chỉ có loài cá Nemacheilus sinh trưởng.
Sự hình thành hồ được cho là do một thiên thạch có đường kính vành 52 km (32 dặm) rơi vào Trái Đất khoảng 25 triệu năm trước, làm cho nước từ những ngọn núi xung quanh tràn vào lưu vực tạo ra hồ Karakul.